# Брендон Труакс
Брендон Труакс (народився в Алі Рошан ; 19 червня 1978 — 20 січня 2019) був ірансько-канадським комп'ютерним науковцем і косметичним підприємцем, відомим як співзасновник «DECIEM» — косметичної компанії в Торонто.

## Життєпис
Труакс народився в Алі Рошан у Тегерані 19 червня 1978 року. Його родина переїхала з Ірану до Торонто, Канада, у 1995 році. Після того, як мати Труакса померла від раку грудей, його батько повернувся до Ірану. Труакс вивчав інформатику в Університеті Ватерлоо, який закінчив у 2001 році. Після школи він стажувався на аналітичному програмному забезпеченні в косметичній компанії в Нью-Йорку. Перебуваючи там, він був здивований націнками та кінцевою вартістю продуктів, порівняно з реальними витратами на виробництво продуктів.
Труакс заснував компанію з розробки програмного забезпечення «Schematte Corporation» і компанію харчових добавок «Organic Senses Ltd». Обидві компанії були розпущені в 2007 і 2008 роках за неподання щорічної звітності.
У 2003 році Труакс заснував свій перший бренд засобів для догляду за шкірою «Euoko» разом із партнером Хуліо Торресом за підтримки Паскуале Кузано, ювеліра з Ванкувера, який був його наставником та інвестором. Труакс пішов з компанії в 2011 році
У 2009 році він запустив «Indeed Labs», що включає колекцію «Nanoblur». Пізніше Труакс залишив «Indeed Labs», щоб заснувати «Deciem» у 2012 році.

## DECIEM
У 2012 році Труакс став співзасновником «DECIEM The Abnormal Beauty Company». «DECIEM» функціонував як материнська компанія для більш ніж 10-ти інших брендів. У квітні 2013 року «DECIEM» представила свій перший бренд «Inhibitif», а потім «The Chemistry Brand», «Fountain» і «Grow Gorgeous». У період своєї неконкурентноспроможності він створив антивіковий крем для рук для «The Chemistry Brand». Коли крем був запущений, він миттєво став бестселером, частково тому, що люди використовували його на своїх обличчях — Труакс «кинув наживку».
Мультибрендова стратегія «DECIEM» ґрунтувалася на вертикально інтегрованій структурі: вона мала власну лабораторію, власне виробництво, власну електронну комерцію, фізичні магазини і власну маркетингову інфраструктуру.
У серпні 2016 року Труакс спільно з «DECIEM» запустив лінійку продуктів «The Ordinary» із двадцятьма сімома продуктами, що поєднують передові досягнення науки зі скромними цінами. Він реалізовував свою місію «демократизувати серйозний догляд за шкірою». Спочатку лінійка продавалася виключно в Інтернеті, потім у різних універмагах, пізніше було відкрито близько 30-ти власних магазинів в Канаді, США, Великобританії, Мексиці, Південній Кореї та Нідерландах.
У червні 2017 року успіх Труакса привернув увагу провідного конгломерату краси «Estée Lauder Companies» (ELC), який придбав 28 % акцій у «DECIEM» за 50 мільйонів доларів. У той час Труакс опублікував заяву, в якій схвалював дії «ELC» за те, що вони використовують «нашу маржу, нашу стратегію ціноутворення, наші плани на майбутнє (і) нашу цілеспрямованість». Його рішення було обумовлено тим, що компанія просто не встигала за споживчим попитом на свою продукцію. Наприкінці 2018 року «DECIEM» був у 42-ох магазинах по всьому світу та продавав більше одного продукту щосекунди.
Труакс отримав, серед багатьох інших нагород, нагороду «Luxury Briefing Award» (за ідеї та досконалість в індустрії розкоші) у категорії «Інновації в красі». Усі продукти «DECIEM», у всіх брендах, включаючи «The Ordinary», не містять парабенів, сульфатів, мінеральної олії, метилхлорізотіазолінону, метилізотіазолінону, тваринних олій, барвників кам'яновугільної смоли, формальдегіду, ртуті та оксибензону .
Під його керівництвом річний дохід від продажів досягнув 300-от мільйонів доларів США з ціллю швидкого збільшення доходу в п'ять разів у 2019 році

## Суперечка
На початку 2018 року Труакса звинуватили в непостійній поведінці. Його співробітниця Нікола Кілнер Реддінгтон заявила, що «до 2018 року він навіть не вживав алкоголь», як відповідь на доповідь про те, що він вживав психоделічні гриби на очах у співробітників, будучи переконаним у їхній творчій і духовній користі. Згідно з інтерв'ю «Financial Post», Труакс приймав кристалічний метамфетамін у Британії, що призвело до його арешту та лікування.
У жовтні 2018 року «ELC» звернулася до суду після того, як Труакс наказав негайно закрити всі операції «Deciem» через «фінансові злочини». Труакс був усунений з посади генерального директора, а Нікола Кілнер Реддінгтон була призначена єдиним генеральним директором.

## Смерть
Лише через кілька місяців після всіх подій Труакс помирає у віці 40 років. Його смерть сталася рано вранці, 20 січня 2019 року, як повідомляється, причиною смерті було випадіння з власної квартири в Торонто в районі Distillery.
Представник «Estée Lauder Companies» заявив: «Брендон Труакс був справжнім генієм, і ми неймовірно засмучені новиною про його смерть. Будучи засновником «Deciem», він позитивно вплинув на мільйони людей у всьому світі, своєю креативністю, блиском та інноваціями».